# 細川武稔
細川 武稔（ほそかわ たけとし、1973年 - ）は、日本の日本中世史研究者。

## 略歴
富山県生まれ。1997年東京大学文学部日本史学科卒業。2005年同大学院人文社会系研究科博士後期課程単位取得退学。2006年「中世の寺院と室町幕府」で東京大学文学博士。サイバー大学世界遺産学部客員講師、准教授。華道家元池坊総務所中央研究所に所属。
室町幕府による寺社政策や中世京都における寺院史を研究している。東向観音寺史料調査団団長。

## 主な業績
単著
- 『京都の寺社と室町幕府』吉川弘文館、2010年 - 学位論文を改訂したもの

論文
- 「空間から見た室町幕府―足利氏の邸宅と寺社―」『史学雑誌』107-12、1998年
- 「室町幕府将軍家をめぐる祈祷体制―護持僧・祈願寺・五山派―」『史学雑誌』109-12、2000年
- 「足利将軍家護持僧と祈祷」『日本歴史』664、2003年
- 「北野社における神仏習合(研究発表)」『史学雑誌』112-12、2003年
- 「禅宗の祈祷と室町幕府―三つの祈祷システム―」『史学雑誌』113-12、2004年
- 「中世五山禅院の外門」『禅文化研究所紀要』28、2006年
- 「清水寺・清水坂と室町幕府」『東京大学史料編纂所研究紀要』16、2006年
- 「東北中世考古学会編 『中世の聖地・霊場―在地霊場論の課題―』(東北中世考古学叢書 5)」『史学雑誌』116-8、2007年
- 「書評と紹介 森茂暁著『中世日本の政治と文化』」『古文書研究』65、2008年
- 「洛陽三十三所観音に関する調査報告(1)」『寺社と民衆』5、2009年
- 「書評 太田直之著『中世の社寺と信仰―勧進と勧進聖の時代―』」『日本史研究』560、2009年
- 「衣川仁著『中世寺院勢力論―悪僧と大衆の時代―』」『史学雑誌』188-8、2009年
- 「等持院・真如寺と足利氏」『アジア遊学』142、2011年
- 「洛陽三十三所観音に関する調査報告(2)」『寺社と民衆』7、2011年
- 「室町幕府年中行事書にみえる僧侶参賀の実態」『遙かなる中世』19、2001年
- 「東京大学文学部所蔵興福寺大乗院関係史料について」上島享代表『興福寺旧蔵史料の所在調査・目録作成および研究』科研費報告書、2002年
- 「室町将軍家祈願寺の諸相」『寺院史研究』7、2003年
- 「書評 西山美香著『武家政権と民衆―夢窓疎石を中心に』」『寺院史研究』9、2005年
- 「北野社と歓喜天信仰」五味文彦・菊地大樹編『中世の寺院と都市・権力』山川出版社、2007年
- 「足利義満の北山新都心構想」『中世都市研究』15、 2010年

共編
- 「東向観音寺史料目録（1～5）」『東京大学日本史学研究室紀要』9～12、2005～2009年